# ザイゴンの脅威
「ザイゴンの脅威」（ザイゴンのきょうい、原題: Terror of the Zygons）は、イギリスのSFテレビドラマシリーズ『ドクター・フー』の第13シーズンの最初のストーリー。イギリスでは1975年8月30日から9月20日にかけてBBC Oneで放送され、日本では1989年10月1日から11月1日にかけてNHK BS2の衛星こども劇場枠で放送された。
本作の舞台はネス湖とロンドンである。変身能力持つエイリアンのザイゴンが登場し、水棲生物スカラセンを利用して地球を征服しようとした。なお、本作で彼らの母星が滅ぼされたことが判明した。

## 制作・評価
本作はITVのSFテレビドラマ『スペース1999』に対抗するために制作された。ラジオ・タイムズの評論家マーク・ブラクストンは、ザイゴンのデザインや音楽、作中のクリフハンガーなどを高く評価した一方、スカラセン（ネス湖の怪物）に関しては高評価の対象から除外している。2007年に評価した評論家ジョン・ケネス・ミューアもまた本作を「魅力的で恐ろしい」と高評価したが、ネス湖の怪物については批判した。